# Der Flieger (1986)
Der Flieger ist ein deutscher Spielfilm des Fernsehregisseurs Erwin Keusch aus dem Jahr 1986.

## Handlung
Der Flieger handelt von Bernd Klinger, dem Sohn eines Kürschners in einer fränkischen Kleinstadt. Der junge Mann ist Auszubildender unter Herrn Bollwieser bei einer Versicherung und träumt vom Drachenfliegen. Obwohl Moni bereits seine Freundin ist, verliebt er sich in die selbstbewusste Lokaljournalistin Rita Steinbrück. Bernds Sehnsucht nach Freiheit und Abenteuer treibt ihn an, die Grenzen des Alltäglichen zu überschreiten. Unterstützt von der ehrgeizigen Journalistin, die in Bernds Geschichte eine große Story sieht, erfüllt er sich schließlich seinen Traum, in Bolivien als Drachenflieger einen Weltrekord aufzustellen.

## Produktion
Der Film wurde von der Xenon Film GmbH, der Prokino Filmproduktion GmbH und dem Zweiten Deutschen Fernsehen (ZDF) produziert. Uraufführung war im Oktober 1986 bei den Internationalen Hofer Filmtagen. Vom ZDF wurde er erstmals am 21. März 1988 ausgestrahlt.
Die Dreharbeiten fanden in Coburg und Umgebung sowie den Bolivianische Anden statt. Aufnahmeorte in Coburg waren: der Marktplatz, das Rathaus, der Schlossplatz, der Rosengarten und weitere Orte in der Coburger Innenstadt. Als Kulisse für den Ausbildungsort des Protagonisten diente ein Gebäude  der HUK COBURG am Bahnhofsplatz, das nach ca. 7:30 Minuten zum ersten Mal so wie im Foto zu sehen ist.

## Rezeption
„Die Geschichte eines jungen Mannes, dessen Traum vom Drachenflug eine ganze Provinzstadt in Aufruhr bringt. Eine leichte und liebevoll-ironische Komödie über Provinzmief und enteignete Träume; einfach und klar erzählt, ebenso unterhaltsam wie hintergründig-kitschig.“

## Auszeichnungen
Der Film erhielt das Prädikat besonders wertvoll der Deutschen Film- und Medienbewertung.
1987 wurde das Werk mit dem Gilde-Filmpreis in Silber ausgezeichnet.
1888 Nachwuchspreis Deutscher Darstellerpreis.
Der Flieger war außerdem nominiert bei German Film Awards 1987: Nominierung für den Goldenen Filmpreis in der Kategorie „Beste darstellerische Leistung – Männliche Hauptrolle“ (Martin May).